# Pieno Rinascimento fiammingo e olandese

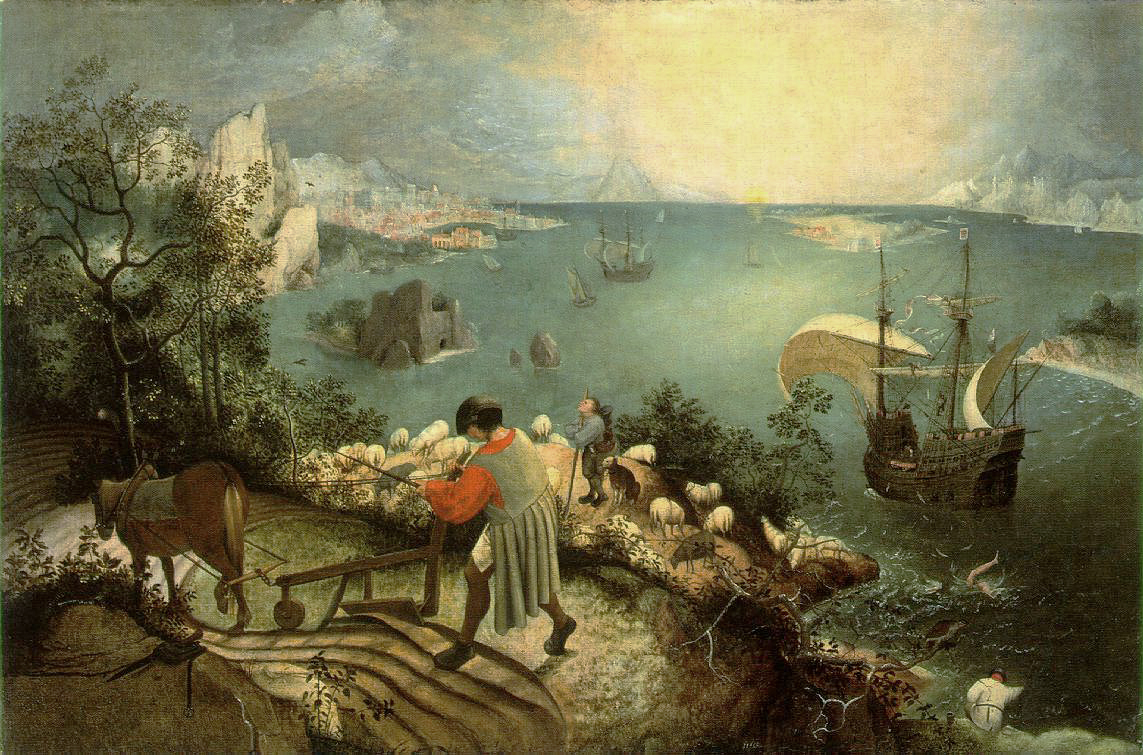
Brueghel il Vecchio, Caduta di Icaro (1560)

Il pieno Rinascimento fiammingo e olandese è una fase dell'arte europea databile essenzialmente tra la fine del XV e il XVI secolo. In questo periodo l'area fiamminga, che proprio in seguito alla Riforma protestante iniziò a distinguersi tra la parte cattolica (futuro Belgio) e quella protestante (futuri Paesi Bassi), era ancora attraversata da una straordinaria ricchezza economica e culturale, ma mentre alcuni centri si avviavano al declino, come Bruges e Gand, altri sorsero come nuove città cosmopolite, quali soprattutto Anversa, mentre altri ancora confermarono la loro importanza, come Bruxelles.
In questo periodo si registrò un'influenza più che mai forte dell'arte e della cultura italiana, che portò all'umanesimo nordico di Erasmo da Rotterdam e a prodotti artistici legati all'esempio dei maestri italici. Altri artisti invece trovarono ispirazione nella tradizione locale e in altre aree del Nord Europa, arrivando a risultati di estrema originalità, quali Hieronymus Bosch e Pieter Brueghel il Vecchio.

## Umanesimo nordico

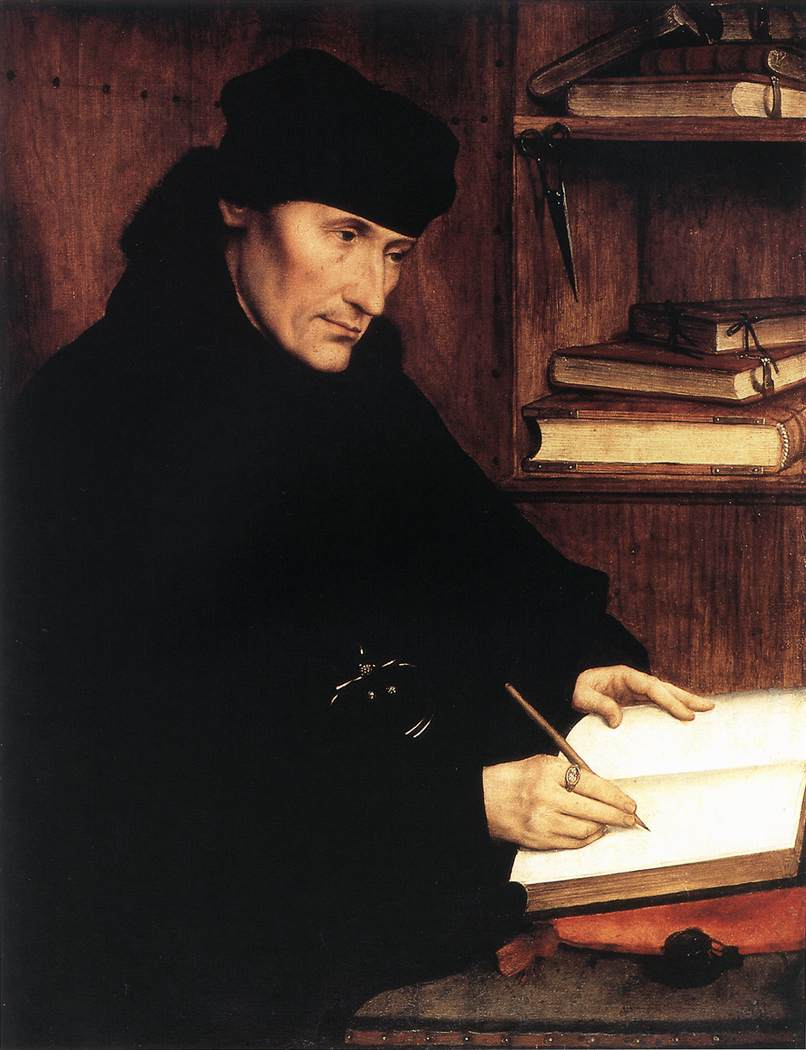
Quentin Metsys, Ritratto di Erasmo da Rotterdam (1517)

Alla fine del XV secolo l'accesso a una cultura umanistica non era ormai più riservato a pochi centri d'avanguardia, ma si diffondeva lungo le vie commerciali in lungo e largo per il continente. L'area nordica in generale fu terra di vivace fermento, con moltiplicati contatti con l'umanesimo italiano. Se da una parte si diffondeva la cultura classica, dall'altro si facevano sempre più impellenti i richiami a una religiosità più intensa e diretta, in opposizione sempre più aperta agli scandali della Curia romana.
Protagonista di questa stagione fu Erasmo da Rotterdam, che seppe interpretare in maniera magistrale l'orientamento del pensiero morale e religioso all'inizio del Cinquecento. Negli Adagia (1508) offrì un'efficace combinazione di saggezza popolare, citazioni classiche e buon senso, ma fu soprattutto con il celebre Elogio della follia (pubblicato nel 1509) che mise in discussione le basi stesse dell'umanesimo tradizionale, sollecitando un ripensamento su temi quali la storia, la morale e la religione.
La diffusione della stampa a caratteri mobili permise un'accessibilità fino ad allora impensabile all'istruzione, l'alfabetizzazione e la cultura in strati sempre più ampi di popolazione. Città attivissime editorialmente, sia nella pubblicazione di classici che di opere moderne, diventavano vere e proprie fucine di cultura, come Anversa nelle Fiandre.

## Sviluppo storico-territoriale

### Anversa
Ben più dei porti spagnoli, Anversa divenne il centro mondiale dello smistamento delle merci coloniali. Una tale importanza economica portò anche a una dominanza culturale e artistica, basata sulla ripresa dei modelli italiani. Città aperta, coltissima, cosmopolita e tollerante, vantava attività tipografiche plurilingue di primo livello. Anche dopo la Riforma Anversa rimase legata al Cattolicesimo, diventando un avamposto della Controriforma davanti alle calviniste Province Unite.
Artisti come Hieronymus Bosch, Quentin Metsys, Pieter Brueghel il Vecchio, Mabuse e Jan van Scorel vi si stabilirono dopo i loro viaggi in Italia, dove avevano appreso il senso di monumentalità e la prospettiva, spesso partecipando come protagonisti alla formazione della "maniera moderna", nella versione nordica detta "romanismo". L'ambiente culturale ed artistico che si formò in città dette vita a quello che è stato definito "Manierismo di Anversa".
In quell'epoca sorsero grandi complessi conventuali, affidati a vari ordini religiosi.
Non mancarono però anche qui ondate di iconoclastia dei protestanti, come quella del 1579-1580 che distrusse molte delle opere d'arte nella cattedrale, sostituite poi con le grandi pale di Rubens.

### Bruxelles

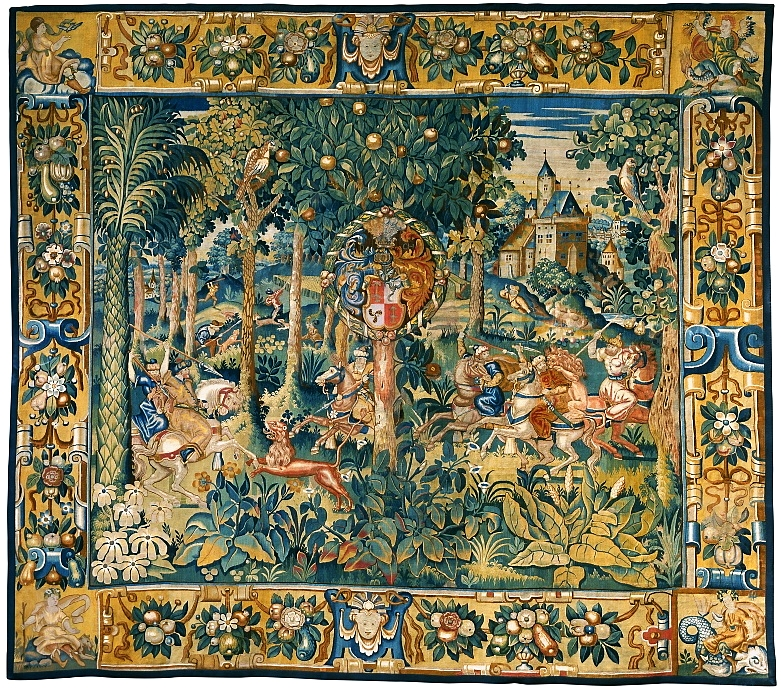
Arazzo fiammingo della seconda metà del XVI secolo

All'inizio del Cinquecento Bruxelles dovette lasciare il rango di capitale del ducato di Borgogna in favore di Mechelen, scelta dalla reggente Margherita d'Austria, per poi vederselo riaffidato da Carlo V, nato nella vicina Gand.
Il Cinquecento segnò per Bruxelles una brillante fase storica, culminata con la costruzione della residenza dei reali spagnoli nella Grand Place (1536) e il raggiungimento del netto predominio in Europa nella produzione di arazzi. La scuola pittorica locale, sulla scia di quella di Anversa, si aprì alle novità italiane, fondendosi anche con altre suggestioni: il gusto tradizionale per il dettaglio descrittivo fece da presupposto per la nascita della pittura di genere, la cultura popolare ispirò soggetti legati a temi come il buon senso e l'irrazionalità (tipici dell'attività di Bruegel, che all'apice della carriera lasciò Anversa per Bruxelles), mentre la forte componente devozionale fu alla base  dei dipinti di Adriaen Isenbrant, Lancelot Blondeel e delle sculture di Dubroeucq.
Nel 1556 la città superò i 100 000 abitanti, ma l'abdicazione di Carlo V portò a un sanguinoso periodo di rivolte, dette troubles. La repressione, affidata al duca d'Alba, culminò con la decapitazione dei conti d'Egmont e di Hornes nella Grand Place e con la resa dei protestanti a Filippo II nel 1585.

### Le Province Unite

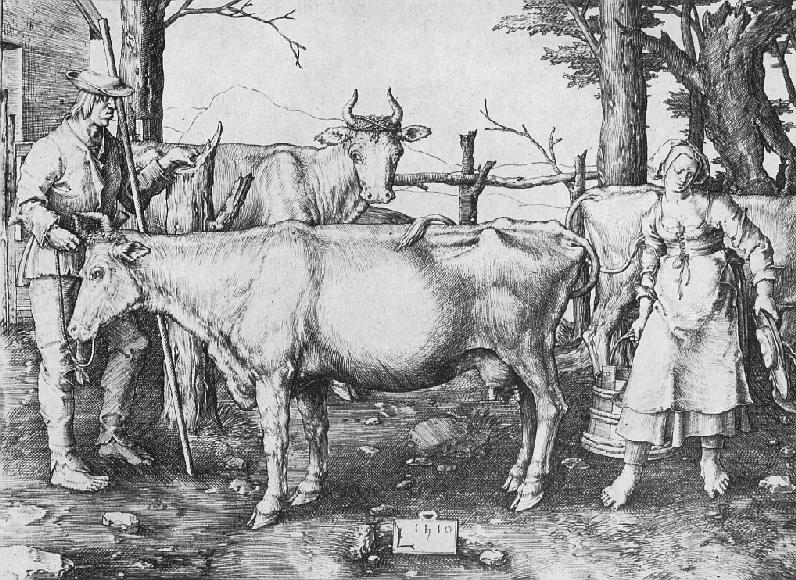
Luca da Leida, Lattaia (1510)

Con un moto di indipendenza guidato dagli Orange, nel 1535 i Paesi Bassi settentrionali avviarono un processo storico che li portò a una differenziazione, religiosa, economica e culturale, sempre più profonda con le province meridionali, culminata nella nascita della nazione olandese. Per tutto il Cinquecento la Province Unite godettero di una straordinaria vivacità culturale, riflesso della situazione commerciale sempre più fiorente, che culminò nel Seicento, il Secolo d'oro.
Il movimento umanistico aveva la sua punta di diamante con Erasmo da Rotterdam, mentre nelle arti figurative trionfavano pittori e incisori come Hieronymus Bosch e Luca da Leida. Anni dopo, durante il manierismo, divennero importanti le scuole di Utrecht e Haarlem, indirizzate verso modelli italiani.
La seconda metà del Cinquecento fu un'epoca duramente travagliata da guerre, rivolte e spinte di indipendenza dalla Spagna, senza però intaccare la grandiosa fioritura economica, basata sull'eccellente organizzazione portuale e l'avanzata tecnologia nautica e commerciale, pienamente in grado di affrontare le nuove rotte d'oltremare. Se nelle province meridionali la rivolta venne stroncata nel sangue, in quelle settentrionali la spinta autonomista non è fermata neanche dall'assassinio di Guglielmo I d'Orange (1584), luogotenente e condottiero dell'indipendenza. La religione calvinista, tollerante verso le altre confessioni, e la lingua neerlandese erano già diventate una base di identità nazionale, favorite dai successi economici.

## I protagonisti

### Hieronymus Bosch

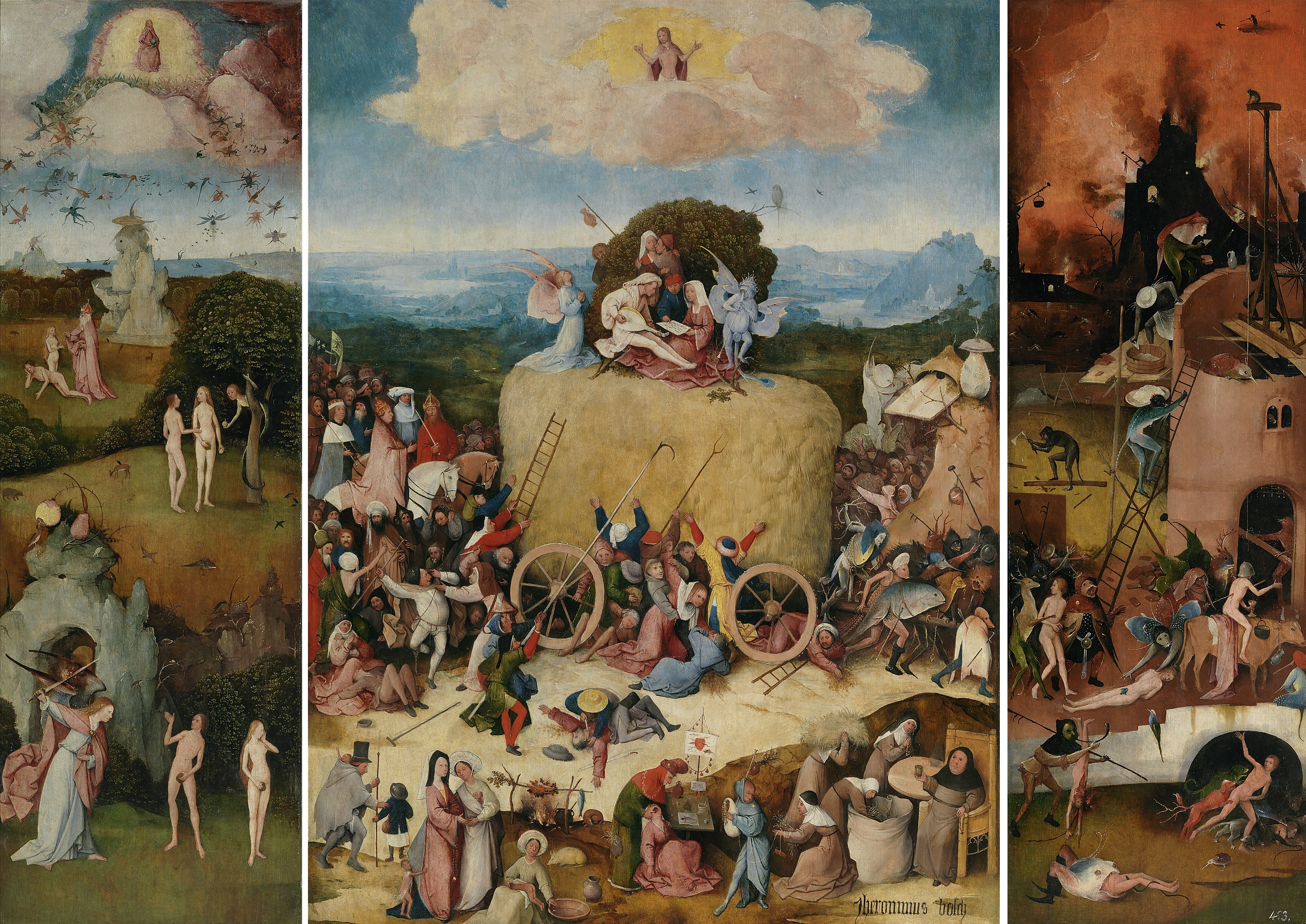
Hieronymus Bosch, Trittico del Carro di fieno (1516 circa)

Hieronymus Bosch, il visionario maestro a cavallo tra XV e XVI secolo, visse e operò quasi sempre nella città natale di 's-Hertogenbosch. Autore di grandi trittici popolati di innumerevoli figure simboliche ed evocative, di difficile interpretazione, fece un viaggio a Venezia tra il 1500 e il 1503 e al ritorno, influenzato anche da Dürer, le sue opere si arricchirono di una maggiore consapevolezza spaziale, nuovi effetti cromatici e un senso per il paesaggio a perdita d'occhio, come si vede ad esempio nel Trittico delle tentazioni di sant'Antonio e nel Trittico dell'Adorazione dei Magi.
Nel 1503-1504, tornato nella propria città natale vantando una fama ormai europea, alternò piccoli lavori per le confraternite locali a commissioni da parte di collezionisti stranieri. L'ultima fase è dominata da una maggiore assimilazione del punto di vista all'italiana, con protagonisti sintetici e monumentali, spesso a mezza figura, che prendono il posto alla moltitudine di figurette osservate con un punto di vista rialzato e lontano.
La ricchezza di inventiva nelle sue opere, vere e proprie visioni, ha spesso distratto gli studiosi, chiamando in causa dottrine non compatibili storicamente, come la psicanalisi, e impedendo una corretta lettura. Sicuramente la sua opera andò di pari passo con le dottrine religiose e intellettuali dell'Europa centro-settentrionale che, al contrario dell'Umanesimo italiano, negavano la supremazia dell'intelletto, ponendo piuttosto l'accento sugli aspetti trascendenti e irrazionali: ne sono esempio le prime elaborazioni di Martin Lutero e le opere di Sebastian Brandt ed Erasmo da Rotterdam. Il tema fondamentale della sua opera appare quindi come quello della libertà concessa da Dio all'uomo, la sua caduta nel vizio e la conseguente discesa agli inferi. Un certo pessimismo anima la sua visione dell'umanità, incamminata verso la perdizione, in cui solo l'esempio di Cristo e dei santi possono fornire la chiave della Salvezza.
Tale programma morale è attuato con una brillante tecnica pittorica, in cui i motivi tratti dalle più disparate fonti, compresa l'osservazione del quotidiano, sono combinati e rielaborati in maniera originale. Forma prediletta è quella del trittico, che permette una scansione del racconto in tre parti con una progressione "morale" peggiorativa da sinistra verso destra. Spesso anche le ante chiuse contengono ulteriori precisazioni del tema.

### Mabuse

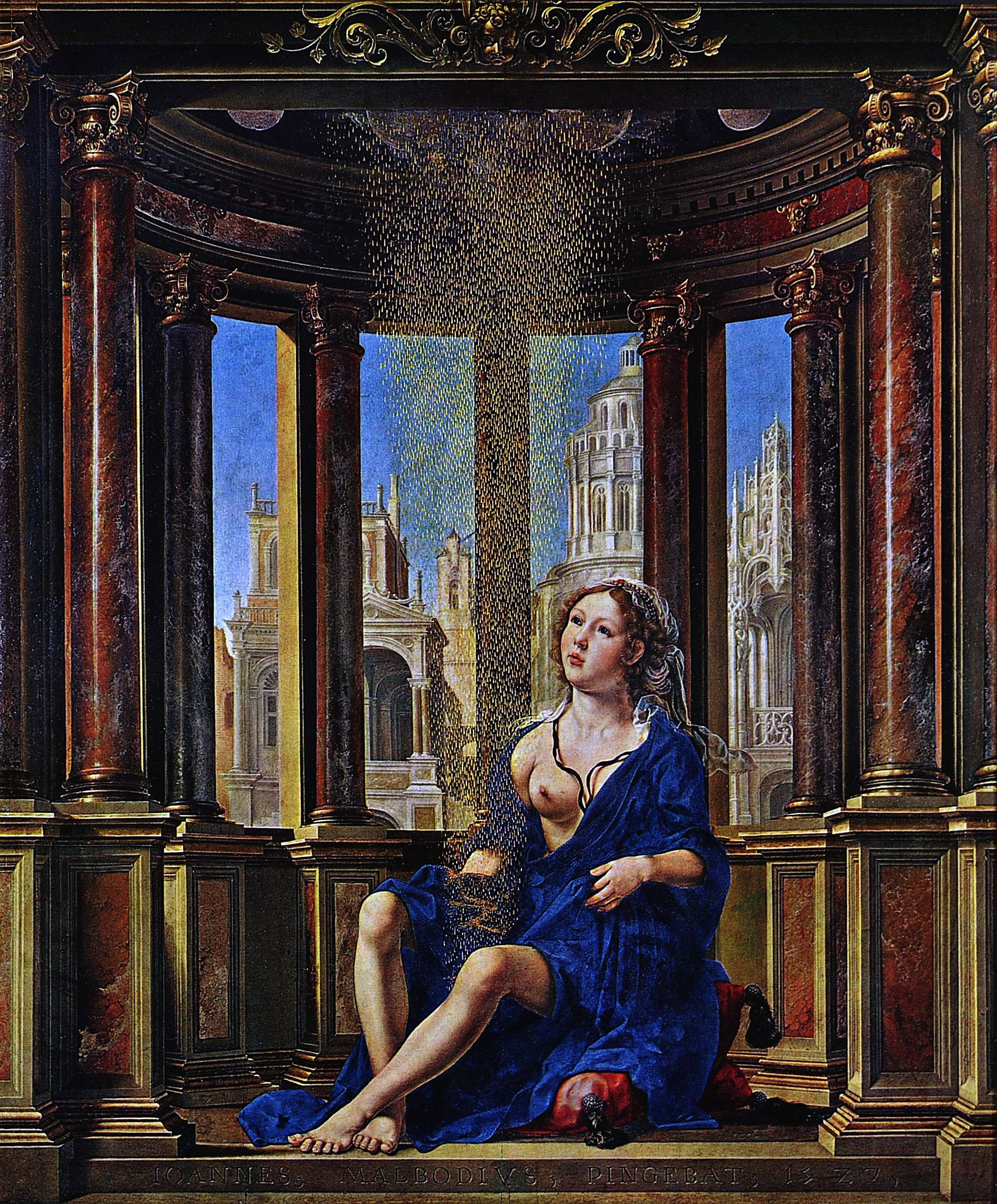
Mabuse, Danae (1527)

Jan Gossaert, soprannominato "Mabuse", dall'antico nome della città natale di Maubeuge, fu tra i più influenti artisti del primo Cinquecento a nord delle Alpi, per la varietà e ricchezza dei soggetti affrontati. Visitò Roma agli inizi del Cinquecento al seguito di Filippo di Borgogna, sviluppando subito uno stile molto particolare, dove sulla tradizione del Primitivi fiamminghi si innestano elementi della maniera moderna italiana, quali la resa prospettica, il respiro monumentale delle figure, il senso per la luce vivida.
La sovrabbondanza decorativa della mai dimenticata tradizione tardogotica si trova ormai già proiettata nel manierismo.

### Luca da Leida
Eccezionalmente dotato nel disegno, Luca da Leida si formò nella sua città alla bottega di Cornelis Engebrechtsz. Esordiente nell'incisione prima dei vent'anni, fu uno dei più prolifici e apprezzati esponenti di quest'arte, secondo solo a Dürer.
Nei dipinti come nelle stampe affiancò i soggetti biblici tradizionali a precoci soggetti "di genere", legati alla vita quotidiana e alla società contadina. Influenzato dalla scuola italianeggiante di Anversa, conobbe personalmente Dürer, interessandosi sempre maggiormente all'umanesimo.
Nella fase più matura si indirizzò verso la ricerca di maggiore libertà compositiva, come nei grandi trittici del Vitello d'oro e del Giudizio universale.

### Quentin Metsys

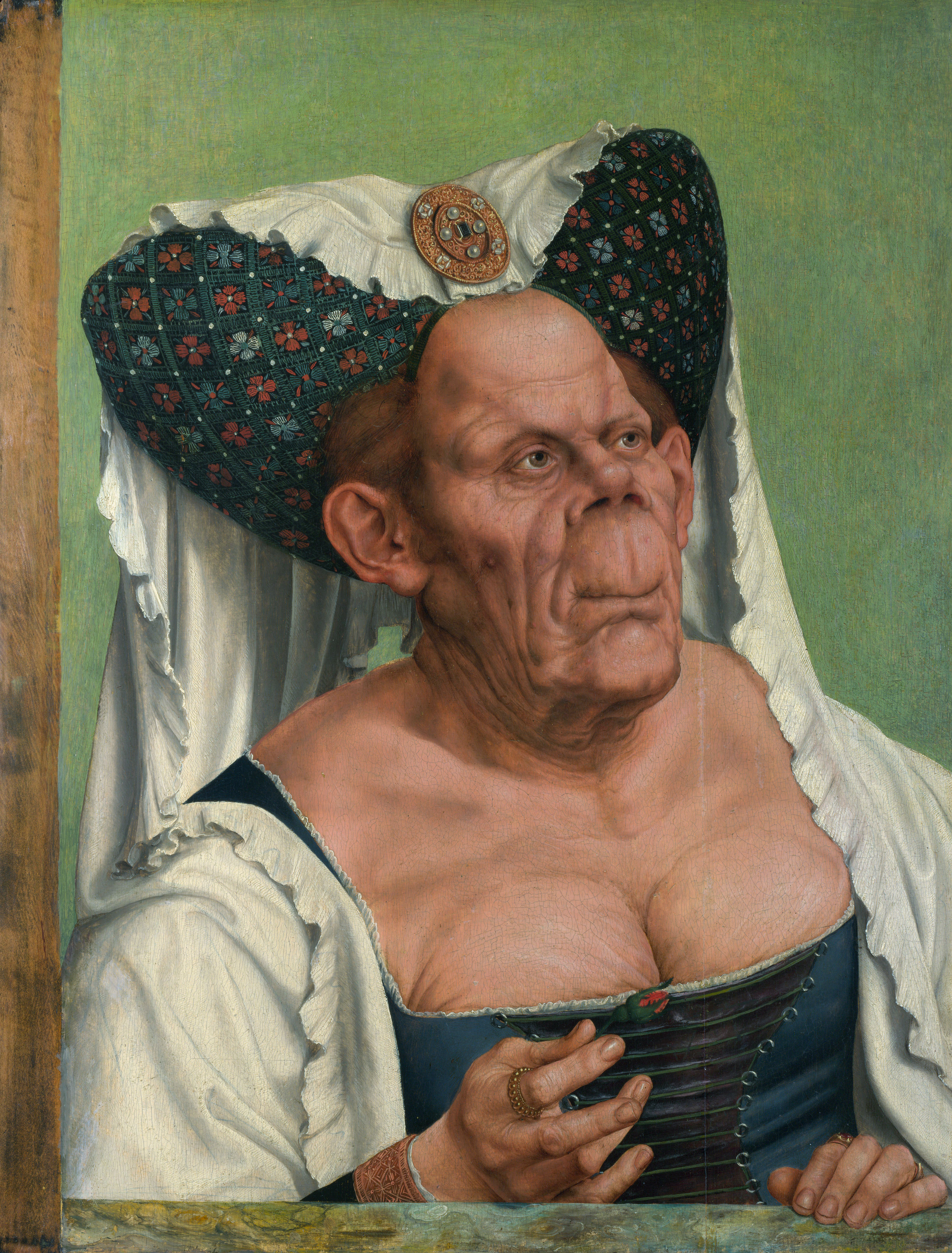
Quentin Metsys, Regina di Tripoli (1513 circa)

Quentin Metsys, originario di Lovanio, si formò alla bottega di Dieric Bouts, quindi nel clima degli ultimi Primitivi fiamminghi. Stabilitosi ad Anversa pilotò la scuola locale, nel primo Cinquecento, verso il gusto italianeggiante, pur sempre nel solco di Rogier van der Weyden e Hans Memling. Un viaggio in Italia arricchì la sua arte di suggestioni legate soprattutto a Leonardo da Vinci e il suo sfumato.
Aperto verso la cultura umanistica ed esposto a interessi culturali molto ampi, fu amico di Erasmo da Rotterdam e Tommaso Moro, riversando anche nelle sue opere la sua versatilità mentale, capace di esplorare anche campi quali il realismo e il grottesco.

### Joachim Patinir

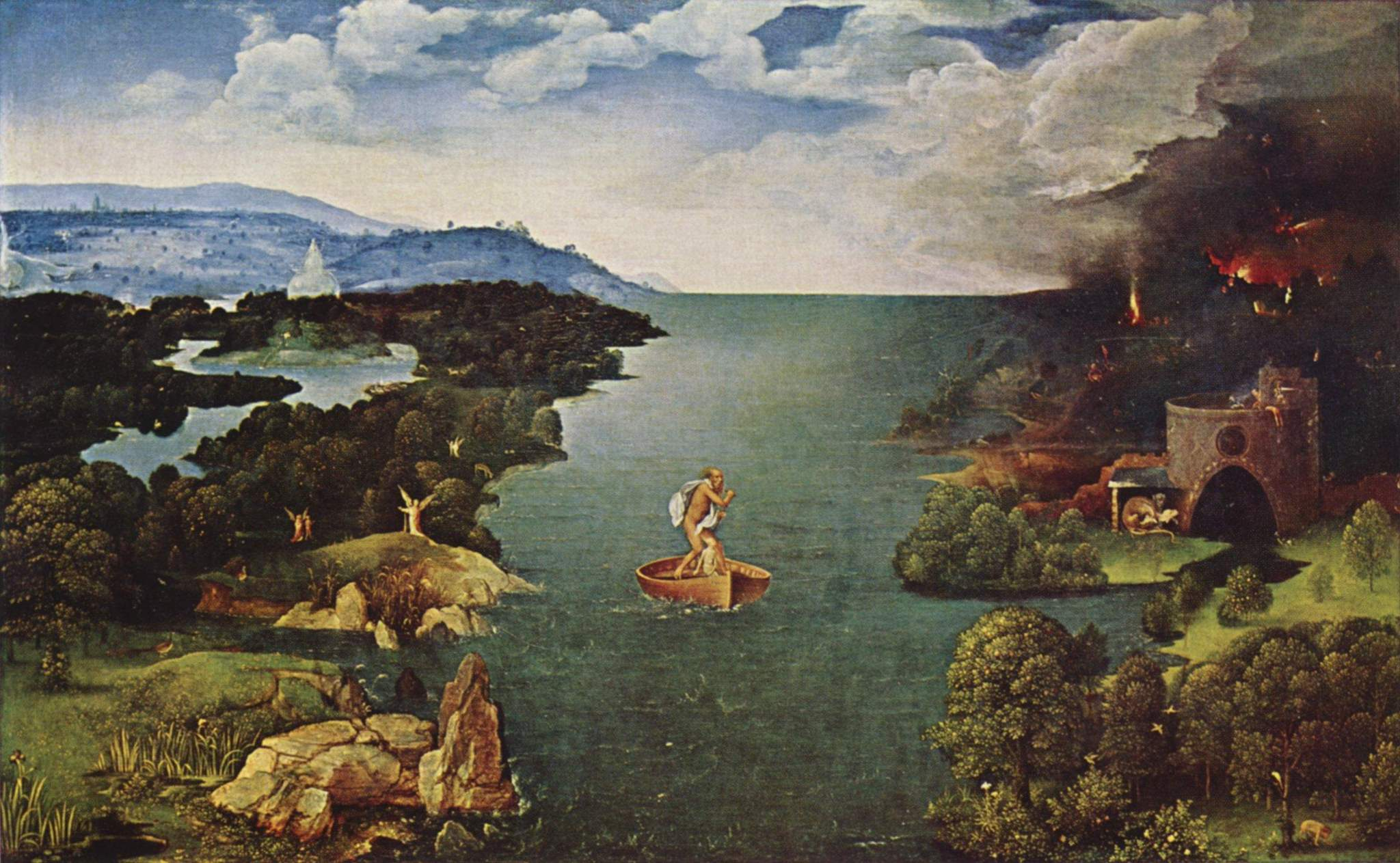
Joachim Patinir, Passaggio agli Inferi (1520 circa)

Formatosi a Bruges, Joachim Patinir si trasferì ad Anversa verso il 1515, dove ammirò le opere di Bosch, da cui riprese il gusto visionario e la capacità di creare scenari fantastici a partire dall'accostamento bizzarro di particolari realistici. Fu tra gli specialisti del paesaggio appena prima che questo diventasse un soggetto autonomo, raccogliendo l'eredità della scuola danubiana.
Nelle sue opere, con profondissime vedute a volo d'uccello di ampio respiro, sono infatti sempre presenti soggetti che, per quanto piccoli, forniscono il pretesto della rappresentazione. Poco interessato alla rappresentazione della figura umana, si fece talvolta aiutare da Quentin Metsys, mentre impareggiabili sono i suoi scorci paesistici, giocati su intense tonalità di blu e verde, spesso drammatizzate da forti contrasti tra zone placidamente serene e zone dove la natura si mostra inquietante e selvaggia.

### Joos van Cleve
Joos van Cleve fu un altro importante artista della scuola di Anversa, che fece da snodo tra la stagione dei Primitivi e quella del manierismo. Grazie ai suoi numerosi viaggi toccò numerose nazioni, arrivando a uno stile eclettico, animato da suggestioni italiane, ma anche tedesche, francesi (visitò la Fontainebleau di Francesco I, verso il 1530) e inglesi.
Apprezzò Leonardo, dal quale trasse la fisionomia delle sue Madonne, riprese da Patinir l'orizzonte vastissimo nei paesaggi, omaggiò Dürer nei ritratti, tra cui quelli celebri di Francesco I di Francia e di sua moglie Eleonora d'Austria.

### Frans Floris

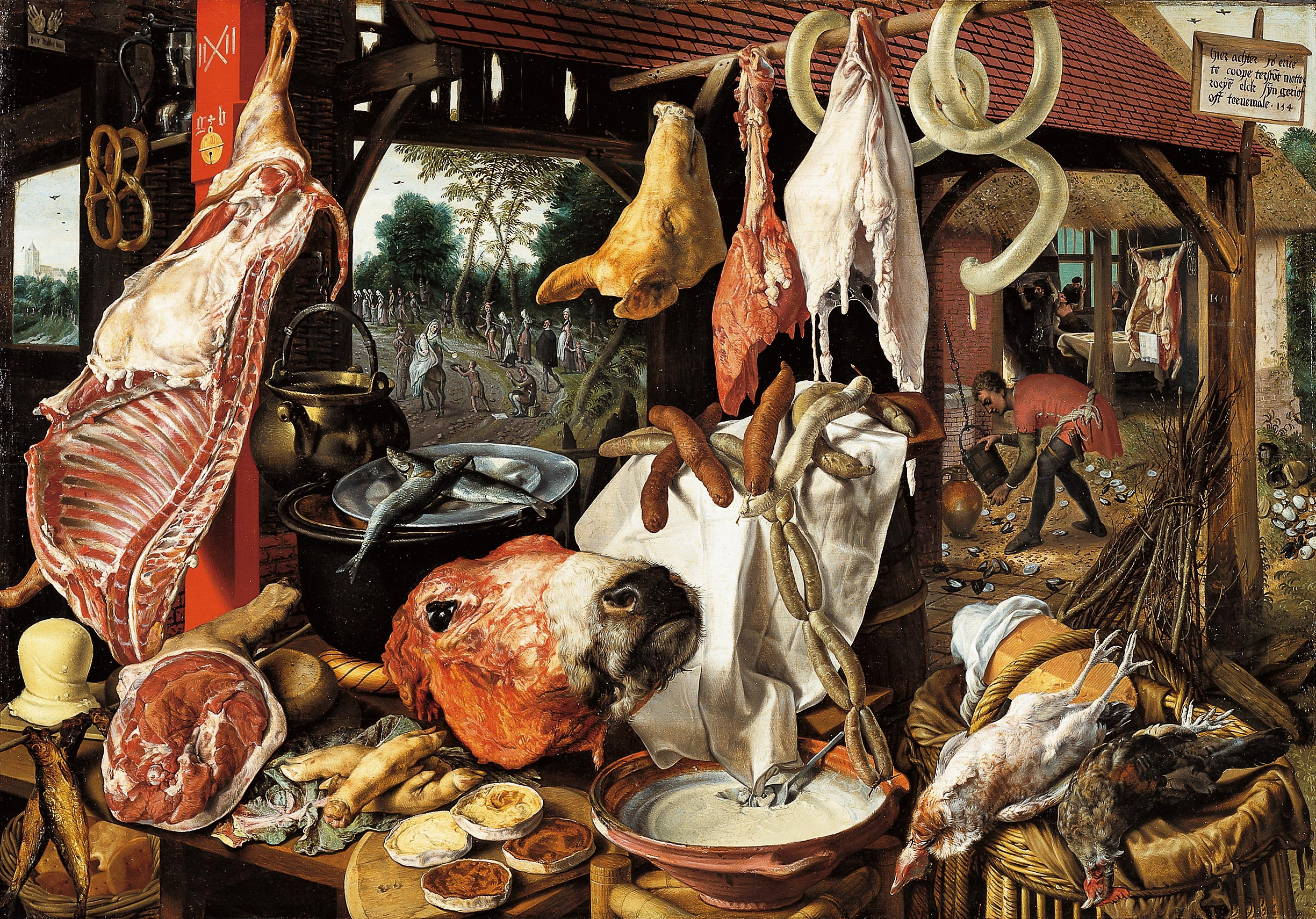
Pieter Aertsen, Riposo dalla fuga in Egitto con banco di macellaio (1551)

Attivo nella scuola di Anversa, Frans Floris fu l'anello di congiunzione tra la generazione dei primi "italianisti" (Metsys, Mabuse, van Cleve) e il manierismo internazionale, con un senso melanconico verso un'età dell'oro avviata alla conclusione. Educato a Liegi e durante un viaggio in Italia, avviò una bottega attivissima nella sua città dal 1546. Il suo stile monumentale, legato all'arte italiana anche nei soggetti mitologici e allegorici, raccolse talvolta stimoli dal realismo quotidiano, di cui alcuni celebri artisti si facevano interpreti. Fu uno dei diretti punti di riferimento per il giovane Rubens.

### Pieter Aertsen
Nato e morto ad Amsterdam, ma attivo soprattutto ad Anversa, Pieter Aertsen interpretò con originalità il gusto italianeggiante del secondo Cinquecento, introducendo temi popolari e un forte realismo, tanto da essere considerato il precursore immediato dei "contadini" di Bruegel il Vecchio e pioniere della natura morta.
I soggetti evangelici sono spesso usati come pretesti, relegati a zone secondarie del dipinto, per mettere in scena scene di mercato o di cucine ben rifornite, ponendo le basi per la pittura di genere. Immediato fu il suo successo, che ne fece uno degli artisti più richiesti per le collezioni principesche d'Europa.

### Pieter Bruegel il Vecchio

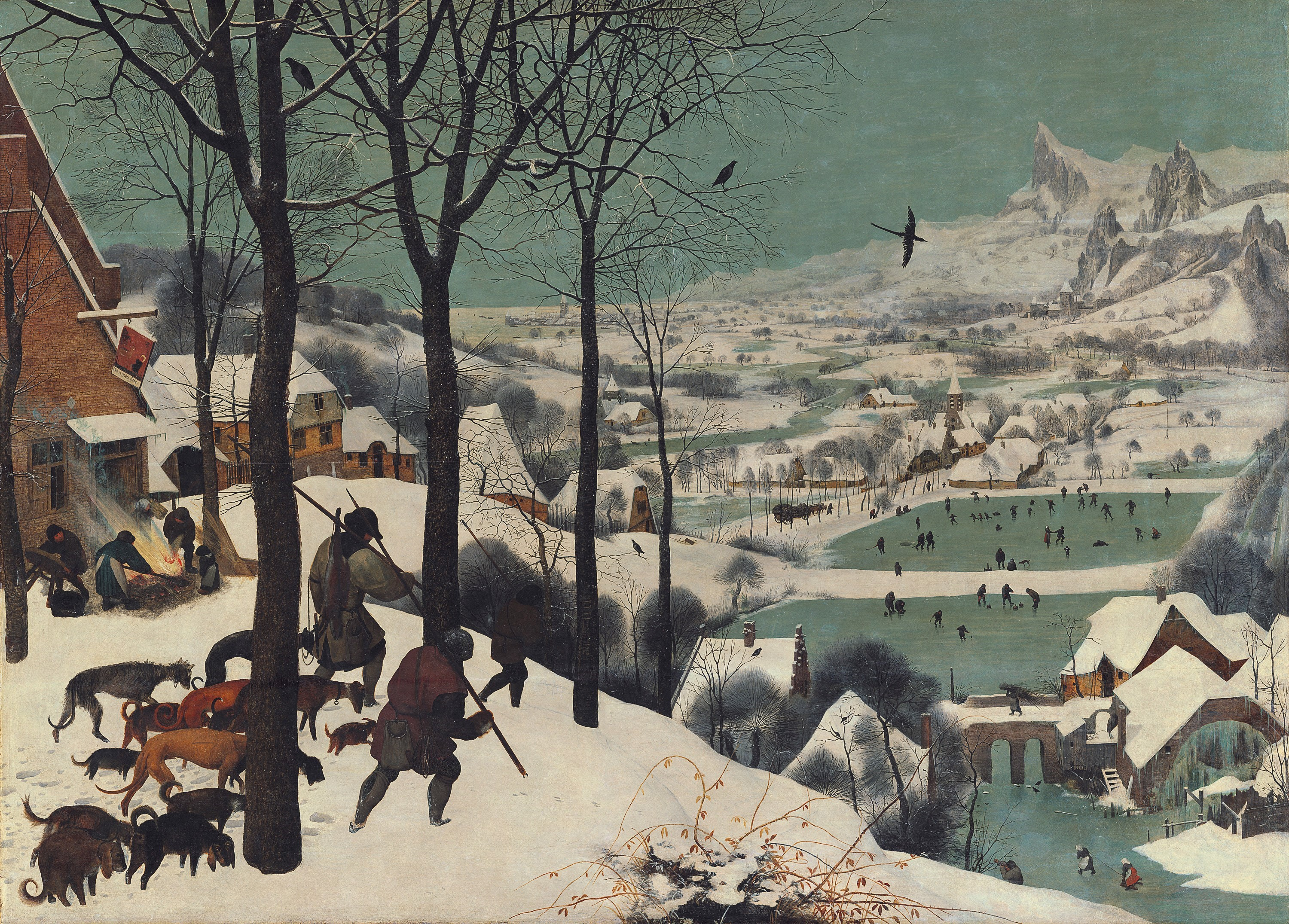
Pieter Bruegel il Vecchio, Caccia nella neve (1565)

Pieter Bruegel il Vecchio fu attivo ad Anversa, Bruxelles e Amsterdam. Estraneo al gusto classicheggiante e quasi impermeabile al gusto italiano, nonostante un viaggio fino a Napoli nel 1552-1556, fu attivo come disegnatore, incisore e pittore. La sua poetica si basa su temi come la cultura popolare, il sentimento della natura, il trascorrere delle stagioni, l'ironia, la banalità dell'esistenza alla quale riconduce disincantatamente anche i temi sacri.
Nel 1565 avviò il suo ciclo ambizioso, legato ai mesi dell'anno, di cui restano oggi cinque grandi tavole, mentre famose sono le sue scene di vita contadina. Come Bosch, la sua arte si legò essenzialmente alla tradizione locale, con figure piccole e con un punto di vista molto alto e lontano, volgendo al termine della sua carriera verso forme più monumentali e vicine allo spettatore. Straordinario artista del paesaggio, fece sue le suggestioni di Joachim Patinier e della scuola danubiana, sviluppandone un sentimento epico e grandioso, indissolubilmente legato alla vita e al lavoro quotidiano dell'uomo.

### Jan van Scorel

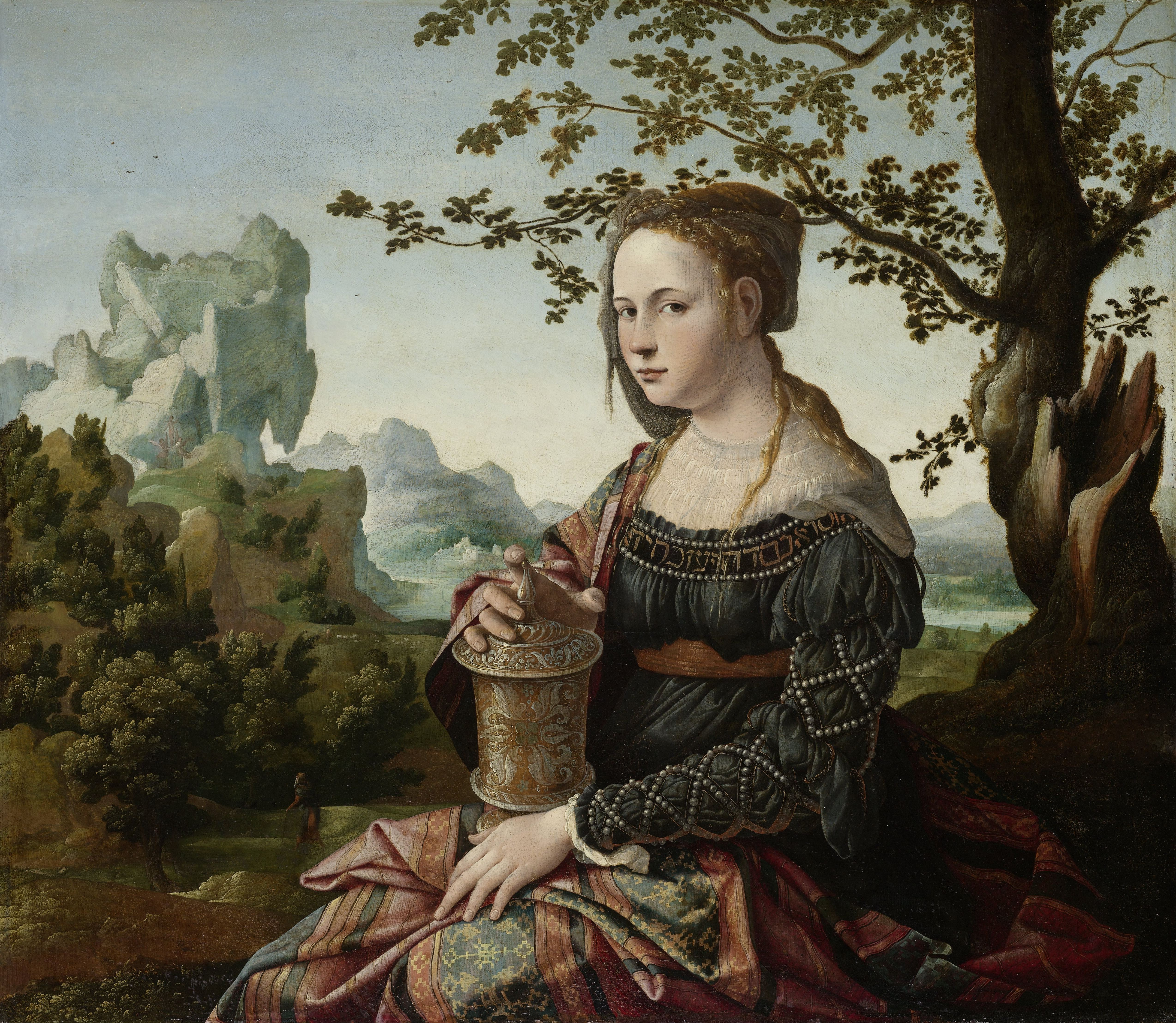
Jan van Scorel, Maria Maddalena (1528)

Jan van Scorel fu forse l'artista fiammingo che ebbe maggior successo in Italia nel Cinquecento, soggiornando a Roma ed entrando nella cerchia di Raffaello, arrivando a ricoprirne l'incarico di conservatore della antichità vaticane dopo la sua morte. La sua arte è emblematica del gusto italiano che pervadeva l'arte fiammingo-olandese dell'epoca, che mise a frutto dopo il ritorno in patria, orientandosi con decisione verso il nascente stile manierista, con una predilezione verso gli stilemi veneti, derivati da Giorgione e Tiziano.

### Maerten van Heemskerk
Maerten van Heemskerk fu il più dotato allievo di Jan van Scorel, arrivando a suscitare le antipatie del maestro. Nella sua lunga carriera esplorò numerosi soggetti e stili, con una duttilità sorprendente e un forte interesse dinamico a rinnovarsi. Elementi comuni sono comunque l'eccellenza del disegno e i richiami all'Italia. Visitò Roma e, superando il generico raffaellismo della scuola locale, rafforzò la propria produzione con accenti plastici derivati da Michelangelo e dalla scultura classica.
Tornato in patria fu un valido interprete del manierismo, con accenti nervosamente grafici che si rifacevano alle reminiscenze di Pontormo e Parmigianino. Alla produzione "alta" di soggetti sacri e mitologici alternò ritratti efficaci e prosaici, nature morte, paesaggi ed altre composizioni in cui si possono leggere i successivi sviluppi della pittura di genere nei Paesi Bassi.

### Anthonis Mor

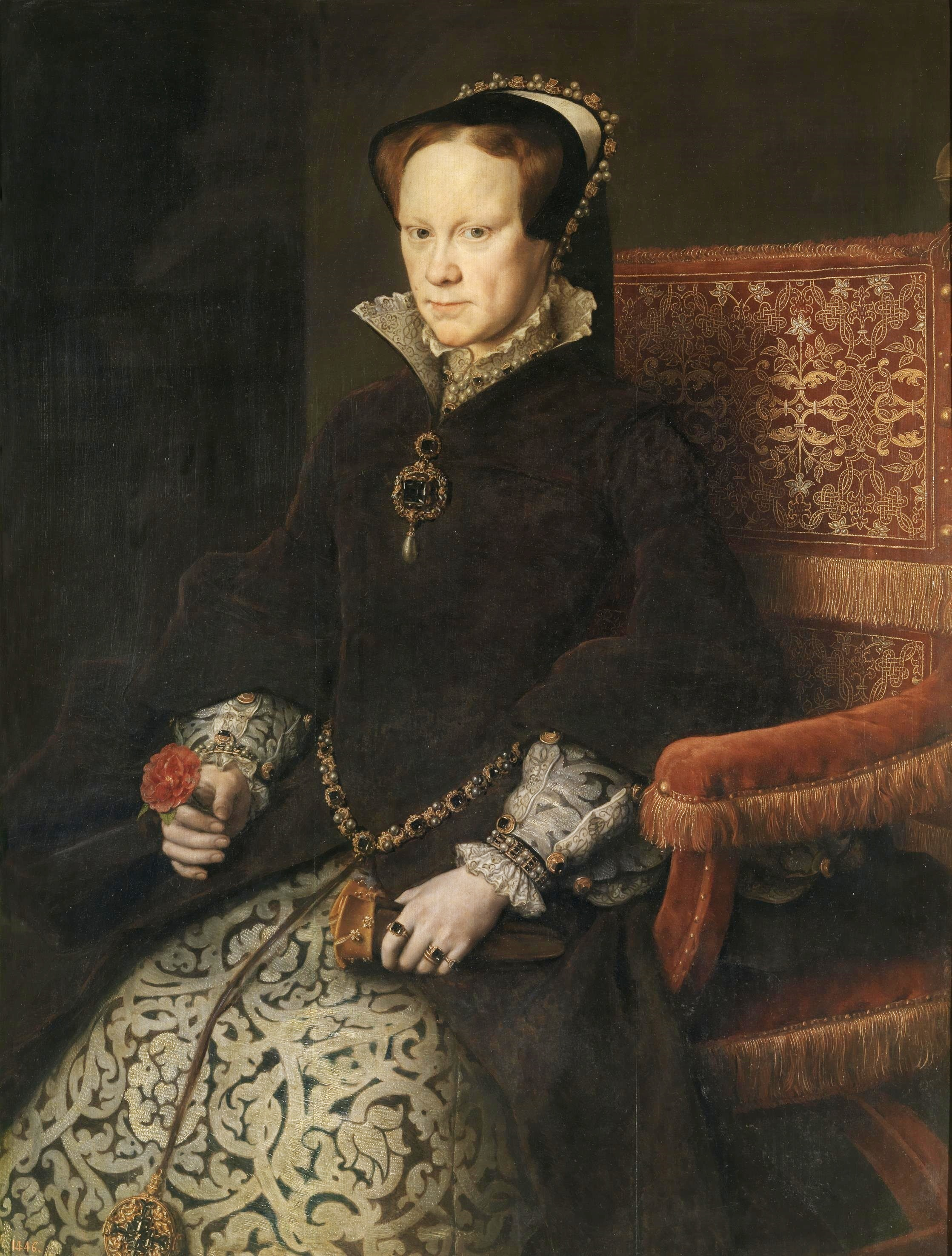
Anthonis Mor, Ritratto di Maria I Tudor (1554)

Anthonis Mor fu uno dei più acclamati ritrattisti nordici del secondo Cinquecento. Dopo un incontro personale con Tiziano ad Augusta nel 1548, sviluppò uno stile composto e monumentale, distaccato, perfetto per rappresentare l'aristocrazia dell'epoca, ispirata ai dettami della corte spagnolesca di Filippo II. Viaggiò molto, raccogliendo l'eredità di grandi artisti come Holbein il Giovane e lo stesso Tiziano, combinando verosimiglianza, esaltazione del rango sociale, e lati psicologici anche leggermente angosciosi, come la solitudine del potente.

## Verso il Seicento
All'aprirsi del XVII secolo Fiandre e Paesi Bassi erano ormai avviati verso destini diversi, sebbene rappresentassero ancora una delle zone più vitali dell'intera Europa.
Se nei Paesi Bassi si andava aprendo la straordinaria stagione del Secolo d'oro, dominato da artisti di universale valore quali Rembrandt e Vermeer, nelle Fiandre meridionali la spinta italianeggiante si manifestò con artisti come Rubens, che in Italia fu tra i primi artisti che contribuirono allo sviluppo di qualcosa di nuovo, la conturbante arte barocca.